# イレウス
イレウス (ileus) とは、腸管内容物の肛門側への移動が障害される病態で、腸蠕動が一時的に停止した状態である。腸閉塞（ちょうへいそく、intestinal obstruction）を含むより広い概念とされていたが、イレウスは腸管麻痺による機能的なものを指し、腸閉塞は物理的・機械的に腸管に閉塞が起こったものとして区別されるようになってきている。

## 病態
腸管が閉塞すると、閉塞部位の口側はガスや腸液により拡張し、静脈還流が障害される。その結果腸管壁が浮腫を起こし、腸管腔へ水やナトリウムが漏出する。そしてさらに腸管内圧が上昇し、動脈血流の障害も起こり、腸管の壊死・穿孔を引き起こす。また、水やナトリウムの漏出によるショックも起こる。

## 原因
最多原因の術後癒着性イレウスが50-80%とされ、そのうち 開腹手術を受けた 68%に癒着が生じていた。また、薬剤の作用で腸蠕動が阻害されるほか内分泌異常（甲状腺機能低下症）でも生じる。
- 腹腔内または後腹膜炎症（虫垂炎、憩室炎、穿孔性十二指腸潰瘍など）[1]
- 後腹膜または腹腔内血腫（例えば腹部大動脈瘤破裂、腰椎圧迫骨折に起因）[1]
- 代謝障害（低カリウム血症、高カルシウム血症）[1]
- 薬物性（タクロリムス[4]、オピオイド、抗コリン薬、カルシウム拮抗薬などの副作用）[1]
- 希に腎疾患や下位肋骨骨折、下葉肺炎、心筋梗塞など[1]

### 分類
病院によって以下のように分類される。
- 機械性イレウス（狭義の腸閉塞）
  - 単純性イレウス（閉塞性イレウス）
  - 複雑性イレウス（絞扼性イレウス）

腸の捻れ、腸重積、ヘルニア嵌頓
- 機能的イレウス
  - 麻痺性イレウス
  - 痙攣性イレウス

### 機械性イレウス
腸管内に腫瘍、胆石、便塊、異物や食べ物での閉塞、寄生虫による閉塞、炎症や瘢痕による狭窄、卵巣癌などによる腹腔内病変による腸管圧迫閉塞等によるものや、腸管および腸間膜が術後癒着、ヘルニア嵌頓、腸重積症等により、腸管捻転や絞扼を生じ、腸管の血行障害も起こしたものを絞扼性イレウスと称する。

### 機能的イレウス
腹部手術後、腹膜炎、低カリウム血症や鉛中毒、薬剤の作用により、腸管の運動麻痺が生じ腸管の痙攣が原因となるもの。

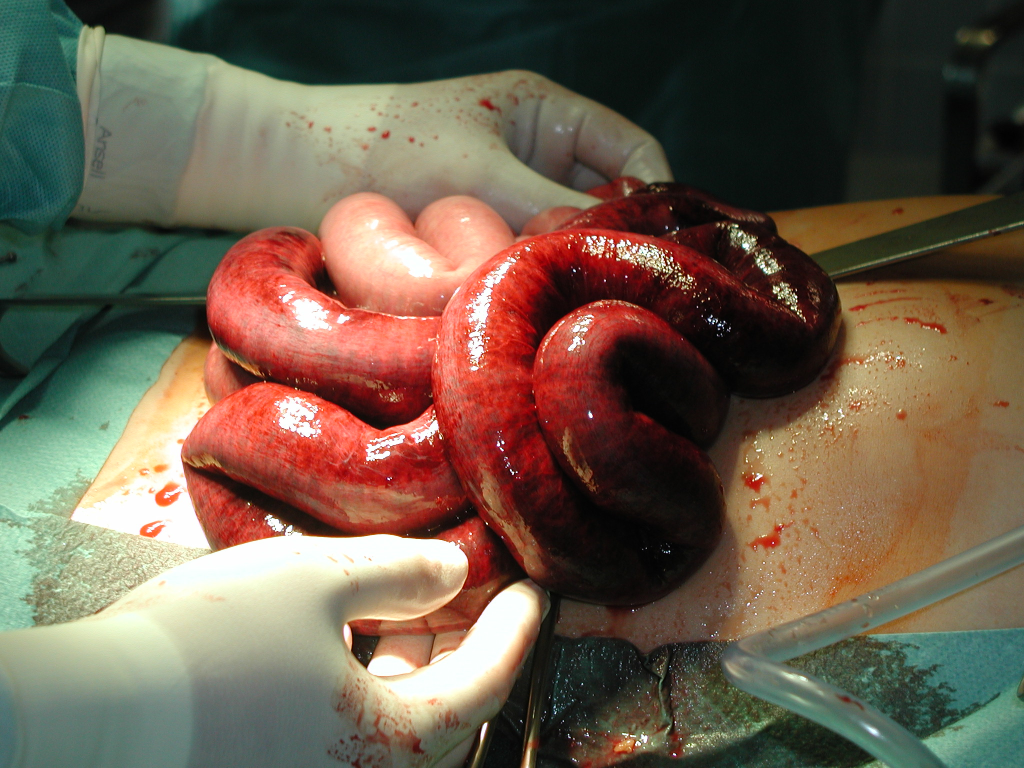
腸の壊疽により壊疽性イレウス

## 臨床像
機械的閉塞でみられる古典的な疝痛パターンはめったに起こらない、腹部膨満感、激しい腹痛、悪心、嘔吐、排便・排ガスの途絶（腸重積などの場合は出ても血便であることが多い）が生じ、単純性イレウスでは間欠的な、複雑性では持続的な痛みを伴う。腸管内容が吸収されないため、脱水症を生じる。聴診では腸雑音消失または蠕動微弱。

## 検査
基本的にX線やCTといった画像検査を第一に行う。
X線
腸管のガスの貯留、鏡面像（air-fluid level, niveau;ニボー）の形成（基本的には立位で撮影する。無理な場合はfree airをみるため、左側臥位）。小腸のケルクリング皺襞。
CT
副作用に問題無ければ造影CT検査が原則行われる。イレウスの診断から原因検索評価としても非常に多くの情報が得られる。特に腸管壊死等の血流評価が得られるため治療選択判断においても極めて重要な検査評価である。

## 診断
腹痛の種類、嘔吐の有無、排便・排ガスの消失、X線検査により単純性か、複雑性か、麻痺性かを診断する。腹部手術歴がある場合は癒着による絞扼性イレウスの可能性が高く、腹部手術歴のある患者が急性腹症を起こした場合はそれを第一に考える。

## 治療
基本的にイレウスと診断された場合は、絶食・腸管安静・輸液治療での保存的治療がまず第一選択となる。軽度であれば保存的加療のみで軽快する。腸管拡張が高度であれば経鼻胃管やイレウス管(Miller–Abbott tube)を留置して、拡張した腸管内容を吸引・減圧処置を行い改善を促す。
その後、保存的治療が無効である場合や、術後癒着等で改善してもイレウスを繰り返す場合や、大腸癌等の閉塞の原因となる病変があれば、それに対しての手術加療を行う。絞扼性イレウスの場合は腸管壊死による敗血症性ショックを生じる前に緊急手術が適応される。